# 泥屯镇
泥屯镇，是中华人民共和国山西省太原市阳曲县下辖的一个乡镇级行政单位，也是该县第二大乡镇。位于阳曲县中西部，辖区面积118.55平方公里，人口约两万人。

## 气候与地形
泥屯镇呈现北高南低的地形，中部为平原，东、西、北三面环山，呈簸箕形，俗称白马掌或泥屯川。泥屯河穿境而过，全长15公里。
该镇为温带气候，年平均气温8.9度，降水量460毫米，无霜期165天，较为适宜。

## 行政区划
1948年8月，中共管辖阳曲县，全县设十一个区，其中第二区政府驻泥屯。1956年，撤销区级建制，改为泥屯乡。1958年，开始成立人民公社，原有建制被撤销。1959年，原泥屯乡改为泥屯公社。1984年，镇社分离，又划出泥屯镇。
目前，泥屯镇镇政府驻泥屯村，下辖23个村委会，34个自然村，包括：
泥屯村、思西村、归朝村、白家社村、伽东村、代庄村、中兵村、东青善村、西青善村、芦家河村、阳坡村、苏村、付家窑村、杨家井村、张家庄村、松树村、南路村、岔上村、石家庄村、耀子沟村、赤泥社村、龙泉村和权庄村。

## 产业
当地生产以农业为主，以谷子，玉米，高粱，葵花为主要粮油作物。1996年粮油作物总产量为12082吨;果园面积2770亩，产量73吨。
当地工业不发达，有水泥厂、刨花板厂、造纸厂、酒厂、镁厂、焦化厂等乡镇企业。2001年，当地成立山西省冶金研究所镁中试基地，包括山西省冶金研究所阳曲镁制品厂，是山西省科技厅中试项目之一。

## 基础设施
1958年，泥屯河修建王满坪水库，蓄水量500万立方米。黄东公路与西岔公路交汇于此。

## 文化
当地方言是阳曲方言一类，属于山西方言中区的太原片。
归朝村城子头，东青善村惠庵寺，白家社村斗宫和南路村天王寺为当地新石器时代的古遗址。